# Bankkaufmann
Bankkaufmann beziehungsweise Bankkauffrau ist ein bundesweit anerkannter Ausbildungsberuf, der von Kreditinstituten und Finanzdienstleistungsinstituten angeboten wird.

## Berufsbild
In Deutschland erfordert die Führung der Berufsbezeichnung Bankkaufmann eine erfolgreich abgelegte Ausbildung inklusive Abschlussprüfung gemäß § 34 Berufsbildungsgesetz (BBiG) vor der Industrie- und Handelskammer (IHK). Diese wird mit einem IHK-Prüfungszeugnis bescheinigt. In Österreich gelten ganz ähnliche Bestimmungen, die im entsprechenden Berufsausbildungsgesetz (BAG) festgelegt sind.
Im Vordergrund steht der Vertrieb von Bankdienstleistungen, bei dem Kunden zu Themen wie Kontoführung, Zahlungsverkehr, Krediten, Baufinanzierungen sowie Geld- und Vermögensanlagen informiert und bei ihrer Entscheidung unterstützt werden. Außerdem sind Bankkaufleute auch in internen Abteilungen wie Zahlungsverkehr, Marketing, Marktfolge aktiv (Kreditsachbearbeitung), Marktfolge passiv (Wertpapier- und Sparabteilung), Interne Revision, Rechnungswesen, Controlling, Personal und in sonstigen verwaltenden Abteilungen tätig.

## Ausbildung
Die bundesweit geregelte Ausbildung im Kreditgewerbe dauert in der Regel drei Jahre. Je nach Kreditinstitut sowie in Abhängigkeit vom Schulabschluss und den Leistungen des Bewerbers bzw. Auszubildenden kann die Ausbildungszeit auf zweieinhalb oder zwei Jahre verkürzt werden.

### Deutschland
Die Ausbildung erfolgt im dualen Ausbildungssystem bei einem Kreditinstitut sowie an einer Berufsschule. Nach einer einjährigen Grundbildung folgt die zweijährige Fachbildung. Als schulische Mindestvoraussetzung wird zumeist ein mittlerer Bildungsabschluss verlangt. Oftmals werden Bewerber mit einem höheren Schulabschluss, wie dem Abitur (allgemeine Hochschulreife) oder der Fachhochschulreife, bevorzugt. Die Ausbildung dauert laut Ausbildungsordnung drei Jahre. Hat der Bewerber die mittlere Reife, so kann die Ausbildungszeit im Einvernehmen mit dem Ausbildungsbetrieb um bis zu einem halben Jahr verkürzt werden; liegt mindestens die Fachhochschulreife vor, um bis zu 12 Monate. Unabhängig davon kann der Auszubildende auf Grund guter Leistungen einen Antrag stellen, vorzeitig zur Abschlussprüfung zugelassen zu werden.
Als persönliche Voraussetzungen gelten ein solides Sprachvermögen, gute Umgangsformen, ein gepflegtes äußerliches Erscheinungsbild und die Fähigkeit, gut mit Zahlen umzugehen. Im heutigen Bankgeschäft sind kommunikative Persönlichkeiten mit fundiertem Wissen über alle Bereiche des Bankgeschäftes gefragt. Eine der Kernanforderungen besteht darin, auf Kundenwünsche flexibel eingehen zu können und passende Finanzdienstleistungen auch dem Laien verständlich zu erläutern.
Rangliste der Ausbildungsberufe nach Neuabschlüssen:
|      | Anzahl Ausbildungsverträge | Rang    |
| ---- | -------------------------- | ------- |
| 2009 | 13.451                     | Rang 11 |
| 2010 | 13.397                     | Rang 10 |
| 2011 | 13.897                     | Rang 9  |
| 2012 | 13.548                     | Rang 9  |
| 2013 | 13.263                     | Rang 9  |
| 2014 | 12.495                     | Rang 9  |
| 2015 | 11.355                     | Rang 12 |
| 2016 | 9.435                      | Rang 16 |
| 2017 | 8.175                      | Rang 17 |
| 2018 | 8.397                      | Rang 18 |
| 2019 | 9.210                      | Rang 15 |
| 2020 | 8.445                      | Rang 14 |
| 2021 | 7.623                      | Rang 15 |
| 2022 | 7.611                      | Rang 16 |
| 2023 | 8.700                      | Rang 15 |
| 2024 | 9.519                      | Rang 13 |

Zur Höherqualifizierung werden an besonderen Akademien weiterführende Studiengänge, zum Beispiel zum Bankfachwirt und Bankbetriebswirt, sowie Sparkassenbetriebswirt angeboten. Für höhere Führungspositionen ist zumeist ein wirtschaftswissenschaftliches oder juristisches Hochschulstudium Voraussetzung.
Bis 1995 gab es in Deutschland auch die Ausbildung zum Sparkassenkaufmann.

### Österreich
Voraussetzung für den Beginn der Lehre ist das Absolvieren der 9 Pflichtschuljahre. Die meisten Lehrlinge besitzen aber einen Abschluss der Hauptschule und/oder Polytechnischen Schule. Analog zu Deutschland erfolgt die dreijährige Ausbildung im dualen System und wird mit der Lehrabschlussprüfung beendet. Diese Prüfung ermöglicht in Österreich auch die Zulassung zur Berufsmatura (Berufsreifeprüfung) und in Folge zu weiteren Höherqualifizierungen. So werden facheinschlägige Lehrgänge und Studien an Universitäten und Fachhochschulen angeboten, wie z. B. Finanz- oder Risikomanagement.

## Ausbildungsvergütung

### Deutschland
Die tarifvertragliche Ausbildungsvergütung im Bereich der privaten Banken in Deutschland beträgt (ab 08/2022):
- 1. Ausbildungsjahr: 1150 €
- 2. Ausbildungsjahr: 1220 €
- 3. Ausbildungsjahr: 1300 €

Die tarifvertragliche Ausbildungsvergütung im Bereich der öffentlichen Banken in Deutschland beträgt (ab 08/2022):
- 1. Ausbildungsjahr: 1146 €
- 2. Ausbildungsjahr: 1208 €
- 3. Ausbildungsjahr: 1270 €

Die tarifvertragliche Ausbildungsvergütung im Bereich der genossenschaftlichen Banken in Deutschland beträgt (ab 04/2021):
- 1. Ausbildungsjahr: 1110 €
- 2. Ausbildungsjahr: 1160 €
- 3. Ausbildungsjahr: 1220 €